# Тишковицька сільська рада
Тишка́вицька сільська́ ра́да — колишня адміністративно-територіальна одиниця у складі Іванівського району Берестейської області . Центр — село Тишкавичі.
Утворений 12 жовтня 1940 року в Іванівському районі Пінської області БРСР. 
З 8 січня 1954 р. у Берестській обл. Скасовано 9 березня 1959 року, територію приєднано до Молодовської сільської ради.